# Salvatore Giovanni Battista Bolognesi
(Antonio Pellin, Storia di Feltre)
(Antonio Pellin, Storia di Feltre)
Salvatore Giovanni Battista Bolognesi (Venezia, 30 gennaio 1814 – Belluno, 29 gennaio 1899) è stato un vescovo cattolico italiano.

## Biografia
Nato a Venezia il 30 gennaio 1814, fu ordinato sacerdote il 17 dicembre 1836.
Già preposito della Confederazione dell'oratorio di San Filippo Neri di Venezia, il 27 ottobre 1871 fu nominato vescovo di Belluno e Feltre; ricevette l'ordinazione episcopale nella chiesa di Santa Maria della Fava di Venezia il 10 dicembre dello stesso anno per l'imposizione delle mani del cardinale patriarca di Venezia Giuseppe Luigi Trevisanato, coconsacranti il vescovo di Treviso Federico Maria Zinelli e il vescovo di Ceneda Corradino Maria Cavriani.
Morì in vescovado a Belluno il 29 gennaio 1899; il rito esequiale si tenne nella cattedrale di Belluno, dove fu poi tumulato.

## Genealogia episcopale
La genealogia episcopale è:
- Cardinale Scipione Rebiba
- Cardinale Giulio Antonio Santori
- Cardinale Girolamo Bernerio, O.P.
- Arcivescovo Galeazzo Sanvitale
- Cardinale Ludovico Ludovisi
- Cardinale Luigi Caetani
- Cardinale Ulderico Carpegna
- Cardinale Paluzzo Paluzzi Altieri degli Albertoni
- Papa Benedetto XIII
- Papa Benedetto XIV
- Papa Clemente XIII
- Cardinale Marcantonio Colonna
- Cardinale Giacinto Sigismondo Gerdil, B.
- Cardinale Giulio Maria della Somaglia
- Cardinale Carlo Odescalchi, S.I.
- Cardinale Fabio Maria Asquini
- Cardinale Giuseppe Luigi Trevisanato
- Vescovo Salvatore Giovanni Battista Bolognesi, C.O.